# Carlo Cokxxx Nutten
Carlo Cokxxx Nutten ist ein Kollaboalbum der Berliner Rapper Bushido und Fler, die auf dem Tonträger unter den Pseudonymen Sonny Black und Frank White auftreten. Das Album erschien am 21. Oktober 2002 über das Independent-Label Aggro Berlin. 2005 wurde eine zweite Auflage des Albums gepresst. 2017 erschien das Album erstmals als Schallplatte in der Box-Edition von Bushidos Album Black Friday.
Zur Entstehungszeit hatte Bushido bereits einen festen Künstlervertrag bei Aggro Berlin. Für Fler war es die erste professionelle Veröffentlichung. Ein Charteinstieg gelang den Rappern mit dem Tonträger allerdings noch nicht.

## Bedeutung
Carlo Cokxxx Nutten gilt neben Bushidos folgendem Soloalbum Vom Bordstein bis zur Skyline als eines der einflussreichsten Alben des deutschsprachigen Gangsta-Raps. Es erschien in der Anfangszeit von Aggro Berlin und trug maßgeblich zu dem späteren kommerziellen Erfolg des Labels bei. Ebenfalls stark von dem Tonträger profitieren konnten Bushido und Fler, die durch den hinzugewonnenen Bekanntheitsgrad, im Rahmen der Veröffentlichung, mit ihren Soloalben in den Folgejahren hoch in die Charts einsteigen konnten. Heute haben beide ihre eigenen Labels gegründet und sind regelmäßig an der Spitze der Charts vertreten.
Das Hip-Hop Magazin Juice zählte Carlo Cokxxx Nutten ebenso wie Vom Bordstein bis zur Skyline in der März/April-2013-Ausgabe zu den fünf deutschen „Gangsta-Rap-Essentials“.

## Inhalt
Inhaltlich dreht sich ein Großteil der Lieder auf Carlo Cokxxx Nutten um das Leben im Ghetto. Frank White und Sonny Black rappen vom Drogenhandel, Prostituierten und Waffengewalt. Die Beschreibung schwieriger Lebensumstände in Berliner Randbezirken wird durch den harten Vortrag der Rapper verstärkt.

## Gastbeiträge
Auf dem Kollabo-Album sind lediglich drei Features zu finden. B-Tight, der 2001 bereits mit Bushido und Sido den Sampler Aggro Ansage Nr. 1 aufgenommen hatte, hat einen Gastbeitrag auf dem Song Warum?. Die anderen beiden Features kommen von King Orgasmus One (Drogen, Sex, Gangbang), der hier nur als Orgasmus auftritt und D-Bo (Sag nicht…). Beide Rapper gehörten ein Jahr vor der Veröffentlichung von Carlo Cokxxx Nutten, zusammen mit Bushido, zu den Gründern des Labels I Luv Money Records. Die Tonaufnahmen für den Miami Skit und das Outro stammen von Horsecock bzw. Lil Chima.

## Titelliste
| #  | Titel                                    | Gastbeiträge | Produzent      | Länge |
| -- | ---------------------------------------- | ------------ | -------------- | ----- |
| 1  | Intro, Electro, Ghetto                   | Billy13      | Bushido        | 2:10  |
| 2  | Cordon Sport Massenmord                  |              | Bushido        | 3:46  |
| 3  | Yo, Peace Man!                           |              | Bushido & Ilan | 3:48  |
| 4  | Miami Skit                               | Horsecock    | Bushido        | 0:49  |
| 5  | Badewiese                                |              | Bushido & Ilan | 3:58  |
| 6  | Carlo, Cokxxx, Nutten (Frank White Solo) |              | Bushido        | 3:26  |
| 7  | Warum?                                   | B-Tight      | Bushido & Ilan | 3:44  |
| 8  | Dein Leben                               |              | Bushido        | 3:36  |
| 9  | Geh nach Hause                           |              | Bushido        | 3:34  |
| 10 | Drogen, Sex, Gangbang                    | Orgasmus     | Bushido & Ilan | 4:05  |
| 11 | Cokxxx Skit                              |              | Bushido        | 1:02  |
| 12 | Boss (Sonny Black Solo)                  |              | Bushido        | 3:36  |
| 13 | Wer will Krieg?                          |              | Bushido & Ilan | 4:00  |
| 14 | Schau mich an (Sonny Black Solo)         |              | Bushido        | 4:10  |
| 15 | Behindert                                |              | Bushido        | 3:44  |
| 16 | Sag nicht…                               | D-Bo         | Bushido & Ilan | 3:44  |
| 17 | Outro                                    | Lil Chima    |                | 0:09  |

## Inhalte der Lieder
Intro, Electro, Ghetto

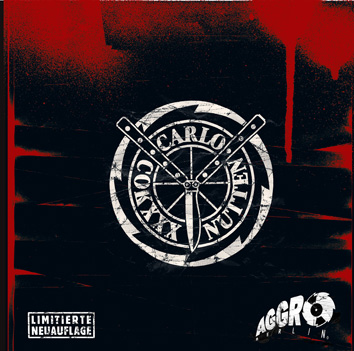
Cover der limitierten Neuauflage

Das Intro beginnt mit einem Sample aus dem Film Full Metal Jacket. Danach kann der Hörer die Stimme von Billy13 vernehmen. Diese spricht sich gegen die zur Zeit der Veröffentlichung hauptsächlich bestehende Form des deutschsprachigen Raps und gegen Personen, die sich hart geben („Möchtegern-Berliner“), aus. Im Anschluss sagt sie, dass Frauen auf „Gangster“ stehen und dass Gangsta-Rap („Rap in Lederjacken“) damit beliebter ist als die von Pop angehauchte Version des Hip-Hops. Nachdem Billy13 mit den Worten „Carlo – Cokxxx – Nutten“ aufhört zu sprechen, beginnen die Rapper Sonny Black und Frank White mit ihrem Vortrag. Der Inhalt des Intros dreht sich um Drogenhandel, Prostitution und Gewalt, die Vortragsform ist Battle-Rap. Beide Musiker rappen je zwölf Zeilen, sogenannte Lines.
Cordon Sport Massenmord
Cordon Sport Massenmord erschien bereits 2001 auf der Aggro Ansage Nr. 1. Das Lied ist ein Battle-Track, in dem es unter anderem um Drogenkonsum, die eigene Härte und die persönliche Abneigung der Mutter einer namentlich nicht genannten Person gegenüber geht. Der Refrain wird hierbei ansatzweise gesungen. Die Zeile „Cordon Sport Massenmord. Jetzt ist Krieg, ab sofort“ des Tracks fand Verwendung bei Polosport Massenmord (2011) von Fler, Silla und MoTrip sowie 2014 bei Shindy und Bushidos Track AMG. Ein runtergeschraubtes Sample der Zeile „Dein bester Track ist gar nichts, wenn die Gangster auf dich kacken“ erschien ebenfalls 2013 in dem Track Stress ohne Grund von Bushido und Shindy.
Yo, Peace Man!
Yo, Peace Man! wurde auch auf der 24. CD des Hip-Hop-Magazins Juice veröffentlicht. Der Song ist ein weiterer Battle-Track und richtet sich gegen andere Rapper, die „Hip-Hop am Fließband“ produzieren. Dabei wird auch Optik Records, das damalige Label von Kool Savas, erwähnt.
Miami Skit
Dies ist der erste Skit des Albums, und in ihm wird sich über „Wanna-be-Rapper“ lustig gemacht. Ein Mann erzählt unter dem Pseudonym Horsecock von seinem Label und berichtet, dass er jetzt Hip-Hop mache. Er versucht sich im Rappen, und dies ist verlächerlicht. Am Ende erzählt er davon, dass ihm das Album Carlo Cokxxx Nutten von seinem Label gezeigt wurde. Dieses beeindruckte ihn sehr.
Badewiese
Mit Badewiese wollen Sonny Black und Frank White den Kritikern zeigen, dass man auch mit inhaltlosem Rap gute Lieder produzieren kann („King Frank rappt, Bitch, straight, auch ohne Message“, „Ihr wollt Tracks nur mit Sinn – ihr wollt weg, doch wohin“). Dabei wird die Hookline am Ende des Songs viermal wiederholt.
Carlo, Cokxxx, Nutten
Carlo, Cokxxx, Nutten ist Flers einziger Solotitel auf dem gleichnamigen Album. Aufgrund einer für das Album untypischen Musik und den hart vorgetragenen Strophen konnte Fler mit diesem Song seinen Bekanntheitsgrad steigern und damit Fans gewinnen.
Warum?
Als Gast ist B-Tight zu hören, der zur Zeit der Veröffentlichung des Albums bereits einen Vertrag mit Aggro Berlin hatte. Warum? ist ein Battle-Track, in dessen Refrain einer imaginären Person die Fragen gestellt werden, warum diese „es nicht drauf hat“, der eigene Vater sagt, dass sie „zu nichts tauge“, die Verhältnisse in der Welt schlecht sind und woher es kommt, dass die angesprochene Person dumm ist, während die drei Rapper erfolgreich und mächtig („Kings“) sind. In der Strophe von Fler wird außerdem Eko Fresh („Ob Deutscher oder Ekrem, ich rappe bis sie wegrenn’“) gedisst. Eko Fresh setzte den Satz einige Jahre später an den Anfang seines Disstracks Die Abrechnung.
Dein Leben
Dein Leben ist eines der wenigen tiefgründigeren Lieder. Er richtet sich gegen die „normalen“ Lebensläufe der Menschen. Die Rapper berichten über ihr Leben und die Ablehnung von Schule und Arbeit („Ach sei leise, fick dein Abitur. Du gehst brav zur Schule, ich schlaf aus bis 13 Uhr.“). Dabei fragen sie den Hörer, ob er mit seinem Leben zufrieden sei und ob er stolz sei, es wie alle andern zu machen.
Geh nach Hause
Geh nach Hause ist ein typischer Battle-Track, bei dem sich Sonny Black und Frank White selbst glorifizieren und ihre Gegner und Kritiker diffamieren.
Drogen, Sex, Gangbang
Drogen, Sex, Gangbang enthält einen Gastauftritt von King Orgasmus One, dem Labelchef von I Luv Money Records. Dieser übernimmt die erste Strophe, in der er sich als „Frauenfeind“ bezeichnet und die Aufgaben einer Frau mit Putzen, Kochen und dem Ausführen sexueller Praktiken beschreibt. Fler tritt auf diesem Song nicht in Erscheinung. Bushido präsentiert auf dem Lied erneut die Gangsta-Rap-Attitude, die sich gegen das Ausformulieren komplizierter Verse („Fick auf deine Doppelreime“) ausspricht. Außerdem bezeichnet sich Bushido auf Drogen, Sex, Gangbang als „Neue Deutsche Welle“, jenem Slogan den Fler drei Jahre später bei der Vermarktung seines ersten Soloalbums verwendet hat.
Cokxxx Skit
Der Titel ist neben Miami Skit der einzige Skit des Kollabo-Albums. Zu Beginn kann der Hörer vernehmen, wie eine Person etwas durch die Nase zieht, vermutlich Kokain. Anschließend hört man einen sich mehrfach wiederholenden Satz („Koks macht aggressiv, ich bin drauf und box' dich um“), der schief gesungen wird.
Boss
Boss ist neben Cordon Sport Massenmord eines von zwei Liedern des Albums, die bereits auf der Aggro Ansage Nr. 1 veröffentlicht worden sind. Erneut hat Fler auch auf diesem Song keinen Anteil. Inhaltlich geht es in dem Lied um Geld. Bushido erzählt von seinen bereits erweiterten finanziellen Möglichkeiten und wie er seinen Besitz noch erweitern wird. Des Weiteren werden Satzpassagen aus dem Film Donnie Brasco verwendet.
Wer will Krieg?
Wer will Krieg? ist ein weiterer Battlesong, der unter anderem auf die Feigheit von Kritikern anspielt („Wer will Krieg? Du nicht, denn du bist lieb.“).
Schau mich an
Auf Schau mich an rappt Sonny Black alleine. Der Song stellt auf Carlo Cokxxx Nutten inhaltlich eine Ausnahme dar, da es sich um das Ende einer Liebesbeziehung dreht. Das Lied ist aus der Sicht einer Person geschrieben, die an der Beziehung festhalten will, von der weiterhin bestehenden Liebe zwischen den Partnern überzeugt ist und für die die Trennung dem Entzug des Lebenssinnes gleichkommt.
Behindert
Behindert ist ein klassischer Battle-Track, bei dem einem imaginären Gegenüber durch Beschimpfungen Verachtung entgegengebracht wird. Zwischen den Refrains des Songs rappen beide Musiker je eine Strophe. Die Hookline wurde von Sonny Black und Frank White so arrangiert, dass Black den Anfang jedes Verses rappt und White ihn abschließt („Wenn du denkst es wird nicht schlimmer“ – „schlachten wir euch Toys wie Rinder“).
Sag nicht…
Auf Sag nicht… rappen Frank White und D-Bo je eine Strophe, an die sich eine Hookline von Sonny Black anschließt. Der Song ist ein Battle-Track, der als zusätzliche inhaltliche Komponente den Abschluss der Beziehung zu ehemaligen und falschen Freunden hat.
Outro
In dem Outro ist die Stimme eines Jungen zu hören. Dieser sagt: „Wenn ich ein Gangster wär', würde die Polizei jetzt kommen“. Der Text wurde von Lil Chima entnommen.

## Produktion und Samples
Die Musik wurde von Bushido unter Verwendung einer MPC produziert. DJ Ilan mischte die fertigen Songs ab und steuerte die Cuts für die Tracks Yo, Peace Man!, Badewiese, Drogen, Sex, Gangbang und Wer will Krieg? bei.
Die meisten Produktionen sind düster gestaltet, und typisch für Bushido mit Streichersamples. So enthält beispielsweise Yo, Peace Man! Streicher aus Eric Serras She Is Dead. Bei dem Song Carlo, Cokxxx, Nutten wurde ein Sample von Herbert Grönemeyers Viel zu viel verwendet. Boss und Schau mich an sampeln Lieder von James Horner (A Kaleidoscope of Mathematic, The Car Chase). Der Track Behindert enthält Elemente von The Cross von der Band Samael.

## Vermarktung
Das Lied Yo, Peace Man! wurde dem Hip-Hop-Magazin Juice zur Verfügung gestellt. Es erschien auf dem 24. Sampler des Magazins. Außerdem gingen Bushido und Fler auf Carlo Cokxxx Nutten-Tour.

## Covergestaltung

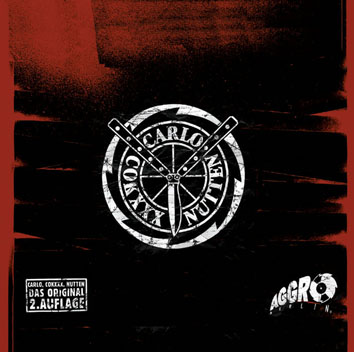
Cover der zweiten Auflage

Das Cover von Carlo Cokxxx Nutten zeigt ein Foto des Inneren einer Lagerhalle, im Zentrum einen Gabelstapler, der eine Reihe Kartons hebt, auf denen breitbeinig eine Frau sitzt, die lange, schwarze Stiefel trägt. Am Steuer des Gabelstaplers sitzt eine weitere Frau. Sämtliche abgebildete Kartons sind mit dem von Aggro Berlin entwickelten Carlo Cokxxx Nutten-Logo bedruckt.
Bei der zweiten Auflage wurde das Cover im Wesentlichen beibehalten. Jedoch erfolgt die Auslieferung in einem Pappschuber. Darauf ist lediglich das Logo erkennbar, das aus einem aufgeklappten Butterflymesser besteht, das von einem Sägeblatt umkreist wird, und der Schriftzug. Der Hintergrund ist schwarz mit uneben rot gestaltete Flächen an den Rändern. Zudem wurde der Vermerk Das Original 2. Auflage hinzugefügt.

## Fortsetzungen
2005 erschien das Nachfolger-Album Carlo Cokxxx Nutten II, das Bushido erneut unter dem Namen Sonny Black produziert hatte. Aufgrund der Streitigkeiten mit Fler, die im Verlauf der Trennung Bushidos von Aggro Berlin entstanden waren, ist Bushidos Rap-Partner auf dem zweiten Teil Saad.
Nach der Beilegung des Streites mit Fler erschien 2009, ebenfalls unter dem Namen Carlo Cokxxx Nutten 2, ein Nachfolger in ursprünglicher Besetzung.
2015 erschien schließlich Carlo Cokxxx Nutten 3, das Bushido allerdings als Soloalbum aufnahm, da ein erneuter Streit mit Fler ausbrach. Es folgte Ende 2019 das Album Carlo Cokxxx Nutten 4 mit Animus als Partner. Am 27. Januar 2022 folgte Flers Kollaboalbum mit Bass Sultan Hengzt. Aufgrund von Markennamen-Streitigkeiten musste das Synonym Cancel Culture Nightmare verwendet werden.
Am 7. März 2025 folgte der fünfte Teil der Reihe, den Fler und Saad unter dem Titel V veröffentlichten.